# Oberonia linearifolia
Oberonia linearifolia är en orkidéart som beskrevs av Oakes Ames. Oberonia linearifolia ingår i släktet Oberonia och familjen orkidéer. Inga underarter finns listade i Catalogue of Life.